# Thaumastocoridae
Famille
Les Thaumastocoridae sont une famille d'insectes hémiptères hétéroptères (punaises), de l'infra-ordre des Cimicomorpha. Elle compte une trentaine d'espèces principalement australiennes, mais également présentes en Asie du Sud-Est et dans la zone néotropicale.  

## Description
Les Thaumastocoridae se caractérisent par des antennes à quatre articles, la présence d'ocelles, et des yeux souvent placés sur un élargissement de la tête (pédonculés). Les jugas (joues) sont très développées, et dépassent fréquemment le clypéus. Les hémélytres n'ont pas de cunéus (à la différence des Miridae), et la membrane ne présente aucune veination. Chez les Xylastodorinae, la bord de la corie s'étend presque jusqu'à l'apex des membranes. Les tarses ne comptent que deux articles. La taille est petite, entre 2 et 4.6 mm de long.

## Répartition et habitat
Les différentes espèces, tropicales, sont principalement présentes dans le continent australien (genres Baclozygum, Onymocoris et Thaumastocoris), ainsi que dans le Sud de l'Inde (Wechina, 1 espèce), mais aussi dans la zone néotropicale (Xylastodorinae, Grandes Antilles, Argentine). Une espèce (Proxylastodoris) est endémique de Nouvelle-Calédonie. Cette répartition a conduit Drake et Slater à considérer qu'il s'agissait d'un groupe relique. 
L'espèce Thaumastocoris peregrinus, originaire d'Australie, a été introduite par l'homme dans plusieurs autres régions du monde, telles que l'Argentine (lieu de sa description en 2006) et jusqu'au Mexique, l'Afrique (du Kenya à l'Afrique du Sud), l'Europe méditerranéenne (Italie, 2012, Portugal 2013, Albanie, 2017, Malte, 2020), en Israel (2016), en Nouvelle-Zélande (2012), à la Réunion (2016), en Californie (2016), ou à Hawaï (2021), où il suce la sève des Eucalyptus. 

## Biologie
On manque encore d'information sur la biologie et l'habitat des Thaumastocoridae. Il s'agit d'une famille phytophage. Les Xylastodorinae se nourrissent sur les jeunes pousses de palmiers, le palmier royal de Cuba pour Xylastodoris luteolus, le palmito dulce pour Discocoris vianai, et une espèce endémique de Nouvelle-Calédonie, Burretiokentia vieillardii pour Proxylastodoris kuscheli. Chez les Thaumastocorinae, Onymocoris hackeri, espèce australienne, a été récoltée sur Banksia. 
Thaumastocoris peregrinus se nourrit sur Eucalyptus, notamment E. scoparia, qu'il  peut fortement affecter, notamment dans la région de Sydney, à partir de 2002, phénomène appelé « winter bronzing », ou « jaunissement hivernal ». Cette espèce a également été trouvée sur d'autres plantes à Hawaï, une Rubiaceae, Coprosma ochracea et une Myrtaceae, Metrosideros polymorpha. 

## Systématique
Les Thaumastocoridae ont été décrits à l'origine par Kirkaldy comme une sous-famille des Lygaeidae (Pentatomomorpha), pour une espèce australienne. Après la découverte d'un second genre en Tasmanie, Reuter les élève au rang de famille à place entière. En 1920, Barber découvre la première espèce de l'Hémisphère ouest et établit une deuxième sous-famille, les Xylastodorinae. Drake et Slater déplacent cette famille dans les Cimicomorpha, sur la base de caractères morphologiques, notamment l'asymétrie des paramères du mâle et la structure de l'aile postérieure, et rejette l'idée de Reuter qu'il s'agirait d'un groupe primitif, estimant au contraire qu'il s'agit d'un groupe hautement spécialisé.  
Une troisième sous-famille est aujourd'hui classée dans les Thaumastocoridae, les Thaicorinae, pour le genre Thaicoris (Thaïlande et Java), décrit par Kormylev en 1969, initialement classé dans les Piesmatidae (Pentatomomorpha). Heiss et Popov les ont placés dans les Thaumastocoridae en 2002. 
Leur placement dans les rangs supérieurs reste en discussion. Leur monophylie semble incontestée, comme leur place dans les Cimicomorpha. Aujourd'hui, on tend à les placer dans la super-famille des Miroidea,,, mais ils ont également été placés dans les Miriformes, voire en leur créant une super-famille propre, les Thaumastocoroidea, option qui ne semble pas retenue. 

### Une espèce de «fossile vivant»

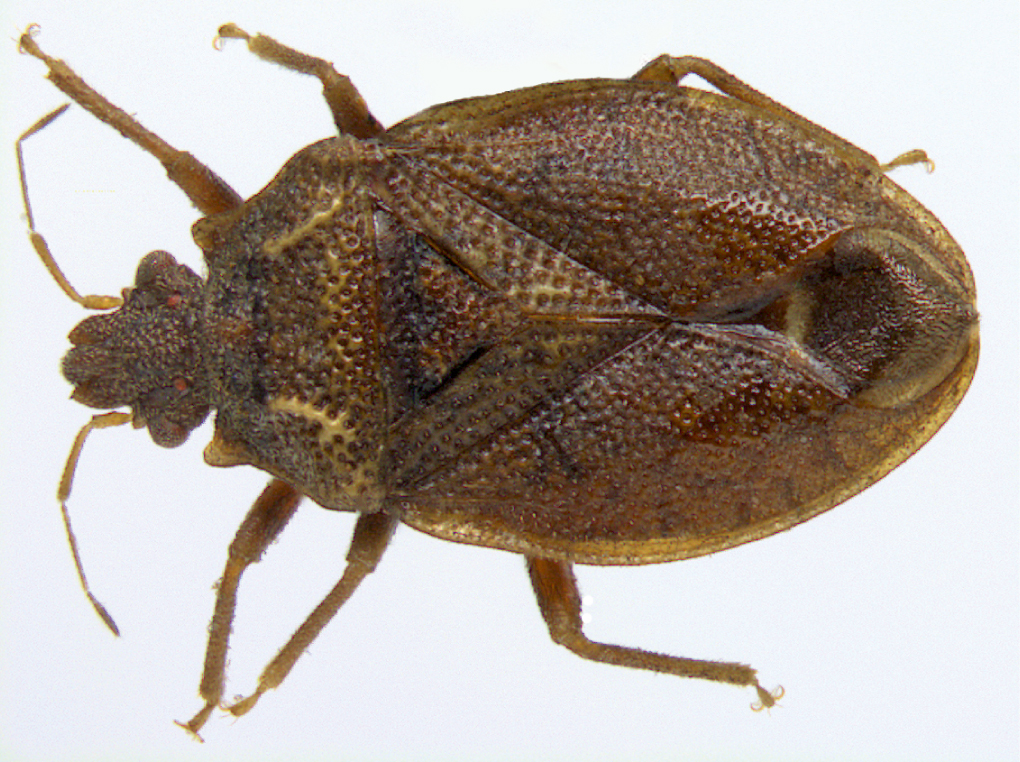
Proxylastodoris kuscheli, « fossile vivant » de Nouvelle-Calédonie, décrit en 2010 (découvert en 1978)

Une espèce a un statut particulier, qui lui a valu le qualificatif de « fossile vivant ». Sa découverte en Nouvelle-Calédonie en 2010 conduit à l'attribuer à un genre, Proxylastodoris Heiss & Popov, 2002, qui avait été créé pour une espèce fossile découverte dans de l'ambre de la Baltique datant de l'Éocène, entre −50 et −40 millions d'années. La découverte d'une espèce vivante a donc été un évènement, qui a étendu également la répartition des Xylastodorinae au-delà de zone néotropicale, comme elle a permis de constater une grande proximité entre les sous-familles Thaicorinae et Xylastodorinae, qui pourraient n'en former qu'une seule. L'association entre une espèce de palmier dont l'origine est rattachée à l'Hémisphère est, alors que les Xylastodorinae n'étaient connus que de l'Hémisphère ouest, à l'exception du fossile de la Baltique, fait pencher l'origine des formes de vie propres à la Nouvelle-Calédonie à des reliques du Gondwana. 

### Liste des sous-familles et des genres
Selon BioLib (21 avril 2022) :
- sous-famille Thaicorinae Kormilev, 1969
  - genre Thaicoris Kormilev, 1969, 1 espèce, Thaïlande, Java
- sous-famille Thaumastocorinae Kirkaldy, 1908
  - genre Baclozygum Bergroth, 1909, 4 espèces, Australie
  - genre Onymocoris Drake & Slater, 1957, 4 sp., Australie
  - genre Thaumastocoris Kirkaldy, 1908, 14 sp., Australie, l'une devenue cosmopolite
  - genre Wechina Drake & Slater, 1957, 1 sp., Sud de l'Inde
- sous-famille Xylastodorinae Barber, 1920
  - genre Discocoris Kormilev, 1955, 5 sp., Amérique du Sud
  - genre Proxylastodoris Heiss & Popov, 2002, 1 sp., Nouvelle-Calédonie
  - genre Xylastodoris Barber, 1920, 1 sp., Cuba, Floride
  - genre †Paleodoris Poinar & Santiago-Blay, 1997
  - genre †Thaumastotingis Heiss & Golub, 2015
- incertae sedis
  - genre †Protodoris Nel, Waller & De Ploeg, 2004

## -Liens externes
- (en) BioLib : Thaumastocoridae  Kirkaldy, 1908 (consulté le 21 avril 2022)
- (fr + en) ITIS : Thaumastocoridae  Kirkaldy, 1908 (consulté le 21 avril 2022)
- (en) NCBI : Thaumastocoridae (taxons inclus) (consulté le 21 avril 2022)
- (en) Paraneoptera Species Files : Thaumastocoridae (consulté le 21 avril 2022)